# (6549) Skryabin
(6549) Skryabin (1988 PX1) – planetoida z pasa głównego asteroid okrążająca Słońce w ciągu 3,6 lat w średniej odległości 2,35 j.a. Odkryta 13 sierpnia 1988 roku.